# Gerhard Reinbold
Gerhard Reinbold (* 12. April 1955 in Kassel) ist ein ehemaliger deutscher Fußballspieler und -trainer.

## Sportlicher Werdegang
Nach dem Gewinn der Meisterschaft in der Hessenliga-Spielzeit 1975 und dem damit verbundenen Aufstieg in die 2. Bundesliga verpflichtete der KSV Baunatal mit dem vom Hessenliga-Konkurrenten BC Sport Kassel geholten Reinbold, Norbert Fricke, der von den Amateuren von Eintracht Braunschweig geholt wurde, den von KSV Hessen Kassel geholten Bernd Blacha und Jochem Ziegert sowie Torwart Peter Schüler (von Hermannia Kassel) eine handvoll Spieler Anfang 20 aus der Region zur Stärkung der Profimannschaft, die aufgrund des erwaretten Zuschauerandrangs ihre Heimspiele im Kasseler Auestadion austrug. Unter dem ebenfalls neu dazugestoßenen Cheftrainer Peter Velhorn war Reinbold auf Anhieb Stammspieler, als die Mannschaft in der Spielzeit 1976/77 auf dem 15. Tabellenplatz den Klassenerhalt schaffte. Auch in der folgenden Spielzeit war er unter Velhorn sowie dessen Nachfolger Günther Exner mit 35 Saisonspielen Dauerbrenner, wie in seiner ersten Zweitligasaison erzielte er vier Saisontore. In der Spielzeit 1978/79 war er zunächst auch wieder Stammkraft, ehe er sich am 13. Spieltag bei der 1:3-Auswärtsniederlage bei der SpVgg Fürth verletzte und noch während der ersten Halbzeit durch Hans-Adolf Schade ersetzt werden musste. Nach mehrmonatiger Verletzungspause konnte er erst ab April 1979 im Abstiegskampf unterstützen. Zunächst von Bernd Oles als Einwechselspieler eingesetzt stand er ab dem 33. Spieltag wieder in der Startformation. Letztlich belegte die Mannschaft trotz drei Siegen − darunter ein 1:0-Heimerfolg gegen den Tabellenzweiten SpVgg Bayreuth − in den letzten fünf Saisonspielen nur den vorletzten Tabellenplatz und stieg in die Oberliga Hessen ab.
Reinbold blieb dem KSV Baunatal in der Drittklassigkeit treu und verpasste als Vizemeister hinter Hessen Kassel in der Spielzeit 1979/80 – mit 18 Saisontoren war er dabei knapp vor Bernd Krech vereinsintern bester Torschütze – die direkte Rückkehr nur knapp. Zu Beginn der Spielzeit 1983/84 übernahm er gemeinsam mit Horst Prantschke das Spielertraineramt beim Klub, wenngleich beide nicht über den nötigen Trainerschein verfügten. 1988 beendete er seine aktive Laufbahn, als es beim Klub zu einem Umbruch kam und auf jüngere Spieler gesetzt werden sollte. In der Folge hatte er das Traineramt bei der Reservemannschaft übernommen, rückte aber nach der Entlassung des den Umbruch verantwortenden Trainers Jürgen Krawczyk im November des Jahres zum Cheftrainer der Oberligamannschaft auf. Nachdem er lange Zeit nach dem Abstieg in die Viertklassigkeit ausgesehen hatte, gelang im Saisonendspurt der Spielzeit 1988/89 noch der Sprung auf den zwölften Tabellenplatz mit einem Punkt Vorsprung auf den vom FC Erbach belegte besten Abstiegsplatz. Nach einem neunten Platz in der folgenden Spielzeit misslang der Auftakt in die Spielzeit 1990/91, im November 1990 musste er Terence Scott Platz machen.
Im November 1993 schloss Reinbold sich dem FSC Lohfelden an, der in die Oberliga aufgestiegen war und bei dem er nach dem Rücktritt des Aufstiegtrainers Baldwin Frank seinen als Interimstrainer einspringenden ehemaligen Mitspieler Peter Schüler unterstützte, der dort zuvor die Reservemannschaft trainiert hatte. Kurz vor Weihnachten übernahm er den Trainerposten beim Klub. Über zehn Jahre war er anschließend für den Oberligisten verantwortlich, mit dem er regelmäßig die Klasse im nach der Einführung der Regionalliga 1994 viertklassigen Spielniveau hielt. Nach dem Abstieg am Ende der Spielzeit 2000/01 folgte der direkte Wiederaufstieg. Erneut stieg die Mannschaft ab und platzierte sich in der Landesliga Hessen im vorderen Bereich, 2004 trat Reinbold nach dem verpasste Wiederaufstieg daher zurück.